# 周中樞
周中樞（1953年11月—2025年1月26日），2004年12月29日正式成為中國五礦集團公司党组书记、总裁、五礦有色金屬股份有限公司及五矿发展股份有限公司董事長。在1978年加入前身為中国五金矿产进出口总公司。

## 生平
周中樞出生於上海，畢業於上海外国语学院西班牙语系西班牙语专业学士，也是高级国际商务师。

## 簡歷
周中樞在1978年加入前身為中国五金矿产进出口总公司、中国驻智利使馆商务处随员、中国五金矿产进出口总公司七处副处长、南美五金矿产有限公司执行副总裁、中国五金制品进出口公司总经理；1994年躍升為副总裁、第四届党委常务副书记、纪委书记；1997年至2000年，出任五矿发展股份有限公司董事、副董事长；2000年至2002年，任中国驻西班牙使馆经济商务参赞；2002年重返中國五礦集團公司党组成员、副总裁；2004年躍升為党组书记、总裁。2005年至2009年獲委任五礦資源及五礦建設董事長兼非執行董事。

## 社團
周中樞除了商界地位超卓外，還委任慈善團體：十一届全国政协委员、中国有色金属工业协会副会长、中国对外贸易经济合作企业协会副会长、中国国际投资促进会副会长、中国国际商会副会长、五矿化工进出口商会常务理事、中国－智利企业家委员会中方主席、Chile Pacific Foundation（智太基金会）国际咨询顾问团中方代表、中国国际战略研究基金会高级咨询委员会会员、中国人力资源管理大奖组委会名誉指导委员。

## 相關連結
- 五礦發展董事資料[永久]
- 中國五礦集團公司董事資料
- 独家专访：世界500强五矿总裁周中枢[]